# Joseph Lippens

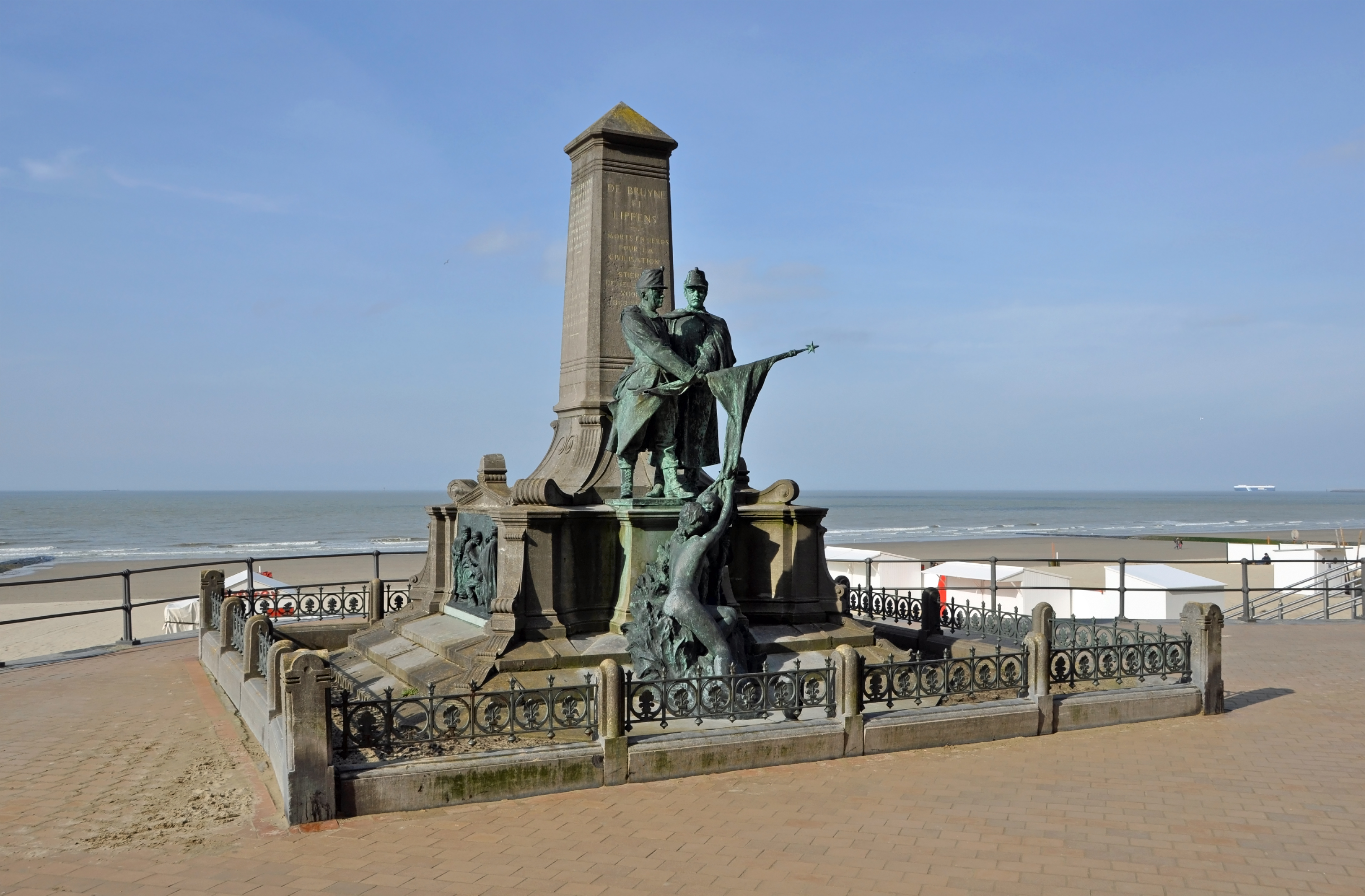
Denkmal für Lippens en De Bruyne an der Strandpromenade von Blankenberge

Joseph-François Lippens (* 10. Oktober 1855 in Brüssel, Belgien; † 1. Dezember 1892 in Kasongo, Kongo-Freistaat) war ein belgischer Soldat und Kolonialbeamter. Er diente ab Ende der 1880er Jahre für den belgischen König Leopold II. im Kongo-Freistaat und wurde dort während der Kämpfe gegen arabische und Swahili-Sklavenjäger getötet.

## Biographie
Nach seinem Studium der Geisteswissenschaften am Athénée Royal in Brüssel trat Lippens am 17. Oktober 1870 als Freiwilliger in das 2. Artillerie-Regiment ein. Am 2. Januar 1872 wurde er zum Leutnant befördert. Am 26. März 1874 wurde er dem Stab des 1. Artillerie-Regiments zugeteilt und diente ab dem 25. Juni 1881 bei den Nachschubeinheiten.
Hiernach trat er in den Dienst des Kongo-Freistaats und schiffte er sich am 2. Februar 1887 an Bord des Dampfers La Lys dorthin ein. Nach seiner Ankunft in Boma wurde er als Transportassistenten (französisch: adjoint au transport) in Léopoldville eingesetzt. Am 10. November trat er in den Dienst des Kommandeurs des Bangala-Territoriums und wurde ein Jahr später zum Distriktkommissar 2. Klasse ernannt. Am Ende seiner Amtszeit ging er am 5. Februar 1890 an Bord der Élise und kehrte nach Belgien zurück.
Zum Ende seines Urlaubs reiste er am 3. September 1890 erneut in den Kongo.
Als Distriktkommissar sollte er in die von suaheli-arabischen Sklaven- und Elfenbeinhändlern weitgehend kontrollierte Zone im Osten des Kongos reisen, aber mehrere Anfälle von Ruhr verzögerten seine Reise und er kam erst sehr geschwächt in Kasongo an, wo er zum Residenten ernannt wurde. Anschließend erkrankte er an Pocken, einer Infektion im Brustkorb und einem erneuten Anfall von Ruhr, der durch eine Hepatitis noch verschlimmert wurde.

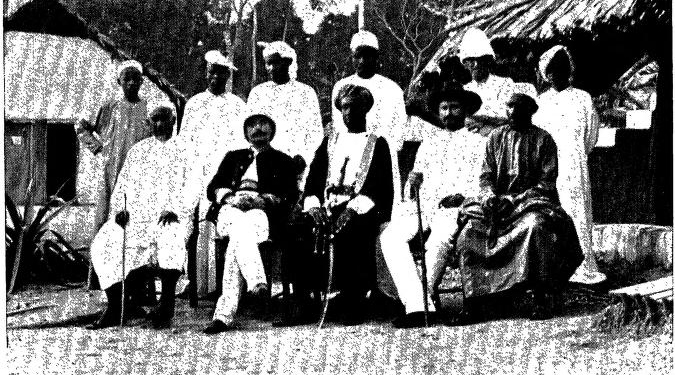
Joseph Lippens und Henri De Bruyne mit Sefu bin Hamid, ca. 1891

Anfang 1892 hielt er sich mit seinem Stellvertreter Henri De Bruyne in Bena Kamba auf. Zwischen den beiden Männern entwickelte sich eine Freundschaft. Zurück in Kasongo informierte Lippens per Brief am 6. Oktober Scheerlinck und Hinde, die sich als Abgesandte der belgischen Anti-Sklaverei-Gesellschaft am linken Ufer des Lomami in der Nähe von Kolomoni aufhielten, über seinen schlechten Gesundheitszustand und die Forderungen des Sultans von Kasongo, Sefu bin Hamid, Sohn von Tippu-Tip und eingeschworener Feind der Weißen, der De Bruyne und ihn in Kasongo unter Arrest gestellt hatte. Hintergrund dieser Aktion war, dass Gongo Lutete, Oberhaupt der Bassonge, der zunächst ein Verbündeter von Sefu bin Hamid gewesen war, nun auf der Seite der Force Publique gegen diesen kämpfte. Sefu bin Hamid drohte damit, Kasongo mit 10.000 bewaffneten Kämpfern in Richtung Ikere am rechten Ufer des Lomami zu verlassen, da er beabsichtige, den Fluss zu überqueren und die Staatsstreitkräfte anzugreifen, wenn ihm Gongo Lutete nicht ausgeliefert und das Gebiet, das er als sein Eigentum betrachtete, nicht von Seiten der Force Publique geräumt werde.
Nach Erhalt des Briefes begaben sich Scheerlinck und Hinde am 22. Oktober zum Lomami. Sie erreichten den Fluss am 26. Oktober, als Sefus Truppen bereits für den Übergang bereit waren. In einem weiteren Brief vom 29. Oktober, der von De Bruyne unterzeichnet wurde, riet dieser, sich nicht auf Kampfhandlungen einzulassen, sondern Verhandlungen anzustreben.
Am 14. November teilte De Bruyne mit, dass er von Sefu erwirkt habe, als Gesandter an das Flussufer geschickt zu werden, um mit Scheerlinck und Hinde zu verhandeln und ihnen die Vorschläge des arabischen Anführers zu überbringen. Insbesondere sollten Scheerling und Hinde den Sultan persönlich aufsuchen, unbewaffnet und fast ohne Eskorte, um den Streit beizulegen. Aus Angst vor einem Hinterhalt weigerten sich diese allerdings und rieten De Bruyne, der am rechten Ufer geblieben war, schwimmend zu fliehen. De Bruyne weigerte sich jedoch, da er seinen Anführer und Freund Lippens nicht im Stich lassen wollte. Somit waren die Verhandlungen gescheitert.
In den folgenden Tagen kam es zum Kampf und die Truppen unter der Führung von Francis Dhanis besiegten die einheimischen Kräfte. Einige Überlebende kehrten nach Kasongo zurück und töteten dort aus Rache Lippens und De Bruyne. Den beiden Belgiern wurden die Hände abgehackt und zu Sefu geschickt. Lippens‘ Körper wurde nicht weiter verstümmelt, der von De Bruyne jedoch wurde in Stücke geschnitten. Als Sefu nach Kasongo zurückkehrte, ließ er die Leichen vor seiner Residenz begraben.
Als Dhanis‘ siegreiche Truppen Kasongo am 17. April 1893 einnahmen, ließ er die sterblichen Überreste exhumieren und mit einer feierlichen Beerdigung beisetzen.
In Blankenberge erinnert ein an der Strandpromenade errichtetes Denkmal an die Ermordung der beiden Männer. Im Ersten Weltkrieg teilweise zerstört, wurde es 1921 wieder aufgebaut.